# Abdoulie Jobe (Politiker)

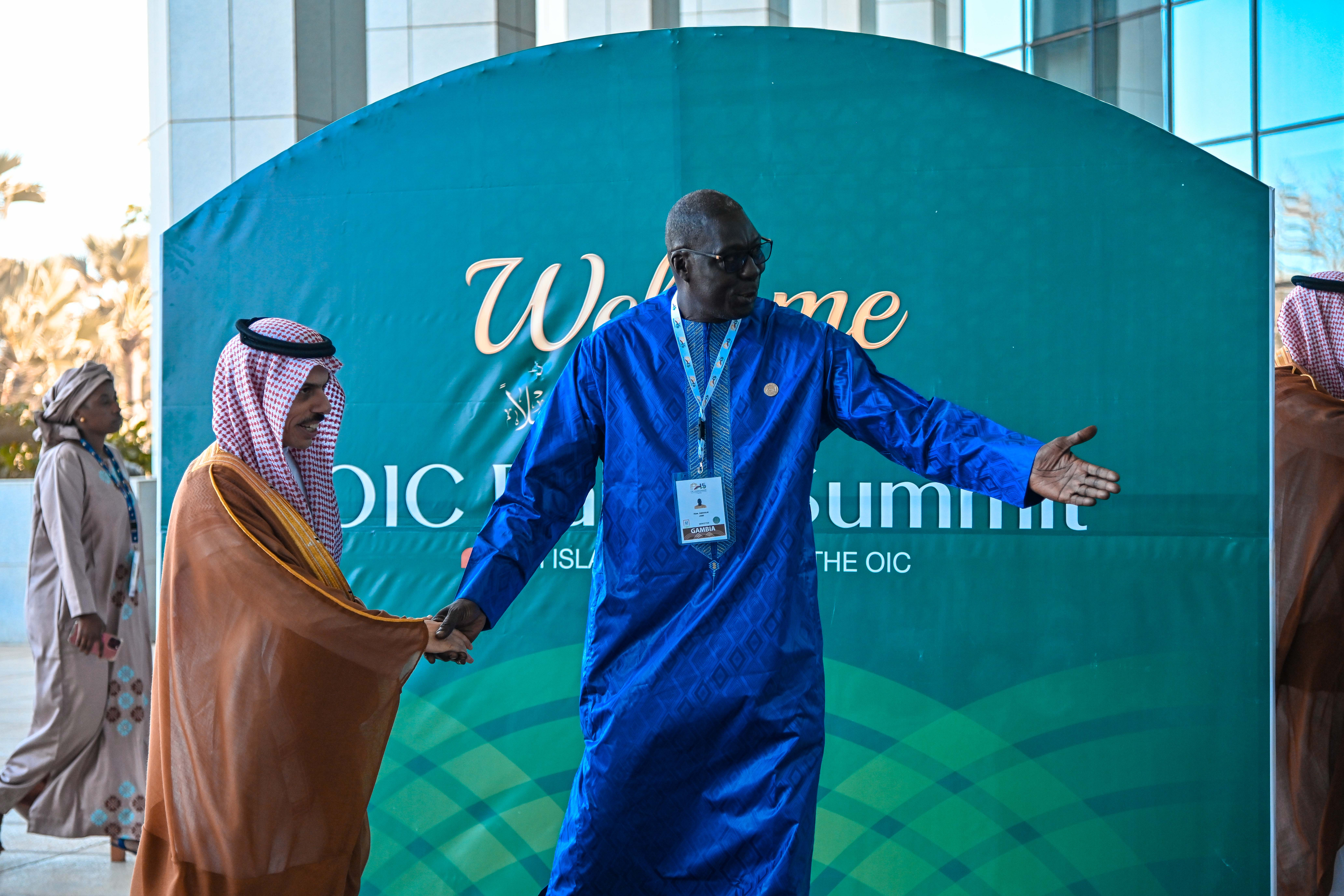
Abdoulie Jobe (2024)

Abdoulie Jobe (* 20. Jahrhundert) ist ein gambischer Politiker.

## Leben
Jobe hat Maschinenbau und Wasserwirtschaft studiert.
Er war ab 1. Juni 2014 bis mindestens Oktober 2016 Minister für Handel, Regionale Integration und Beschäftigung (Minister of Trade, Industry, Regional Integration and Employment) in der Regierung Yahya Jammeh.
Mit Bildung des neuen Kabinetts am 4. Mai 2022 berief Barrow Jobe als Minister für Erdöl und Energie und löste damit Fafa Sanyang ab. Zuvor war er als Leiter für Studien und Planung der Gambia River Basin Development Organisation (OMVG) im Büro in Dakar tätig. Er war auch Generaldirektor der Gambia Public Utilities Regulatory Authority (PURA) und Geschäftsführer der National Water and Electricity Company (NAWEC).
Bei der Kabinettsumbildung am 15. März 2024 wurde Jobe als Energie- und Erdölminister entlassen und zugleich als Nachfolger von Hamat Bah zum Minister für Tourismus und Kultur ernannt.